# Villes du Texas
Les villes du Texas sont des communes urbaines qui se trouvent dans le Sud des États-Unis. Elles se sont développées après la Seconde Guerre mondiale comme dans les restes de la Sun Belt, et aujourd'hui les Texans sont majoritairement des citadins (plus de 80 % de la population dans les années 1990). Le réseau urbain du Texas est dominé par trois métropoles de plus d'un million d'habitants (Houston, Dallas et San Antonio), une capitale d'État (Austin) et des centres secondaires comme Austin, Fort Worth et El Paso. Leur prospérité est liée à la croissance économique et aux choix politiques des autorités locales.

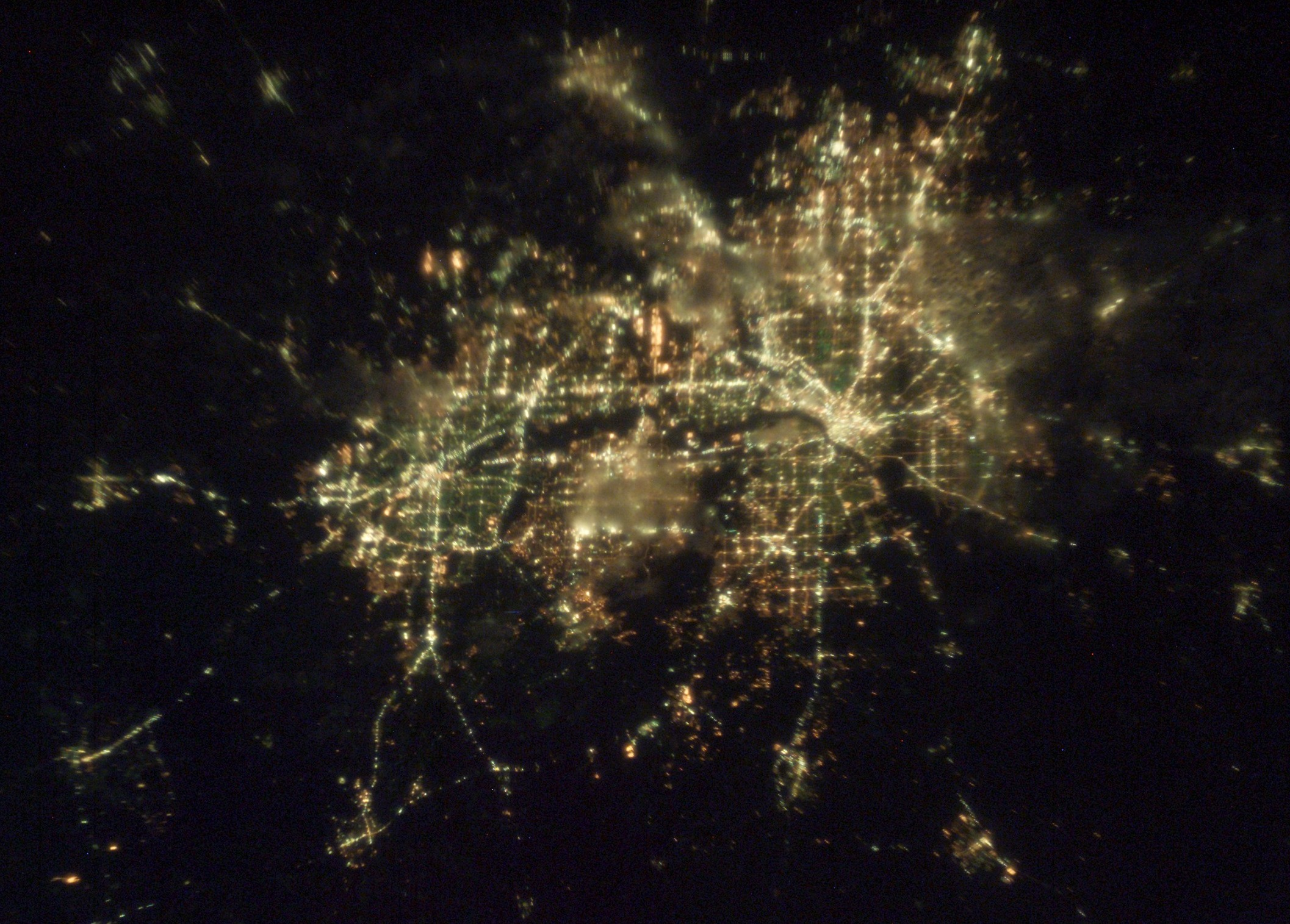
L'agglomération de Dallas-Fort Worth, vue de l'espace

## Historique

### Origines
Il est difficile d'affirmer que les premières villes ont été fondées par les Amérindiens : les Caddos vivaient dans des villages permanents dans l'est du Texas et sont considérés comme les héritiers de la culture des Mound Builders. Les civilisations de l'ouest maîtrisaient les techniques de l'architecture en adobe et en pierre, mais les traces archéologiques trouvées au Texas sont maigres. En revanche, plusieurs villes du Texas, telles que Waco et Nacogdoches, ont des noms amérindiens.
Les premières villes (pueblos) du Texas furent fondées par les Espagnols, lorsque la région appartenait à la Nouvelle-Espagne. Ces premiers établissements se sont développés autour d'un ranch, d'une mission, d'une place et/ou d'un fort (presidio). Ils étaient constamment menacés par les raids amérindiens. Dans l'une des plus anciennes villes du Texas, San Antonio, les bâtiments politiques, administratifs et religieux s'organisaient autour d'une place (plazza) centrale, comme en Espagne. Dans les années 1820, l'arrivée de colons anglo-américains bouleversa l'urbanisation du Texas. Les nouveaux arrivants vinrent sous l'impulsion des empresarios qui organisaient leur installation. Ces derniers avaient davantage d'autonomie pour la conduite des affaires municipales que les Espagnols.

### XIXesiècle
Après l'indépendance du Mexique, ces villes continuèrent de jouer leur rôle de gouvernement local. Sous la république du Texas, le congrès commença à transformer le statut des villes : certaines devinrent des incorporated places (lieux incorporés, en anglais) à partir de 1858, selon des seuils de population et parfois d'autres conditions (par exemple, une superficie minimale, une densité de population, un distance minimale avec tout autre endroit incorporé). La charte urbaine n'était alors octroyée que par la législature de l'État, jusqu'à l'amendement à la constitution du Texas de 1912, qui prévoyait une autonomie de décision (en anglais home rule) pour les municipalités, tout en respectant les lois de l'État comme supérieures. Dès 1913, les villes de plus de 5 000 habitants commencèrent à rédiger leurs propres chartes municipales. Ces documents prévoyaient le fonctionnement des institutions municipales. Pour les villes de moins de 5 000 habitants, la législature continue de contrôler le gouvernement municipal. Aujoourd'hui, la plupart de ces municipalités (251 sur 290) fonctionne sur le modèle du council-manager, les autres sur celui du mayor-council.

### XXesiècle
Le taux d'urbanisation du Texas augmenta tout au long du XIXe siècle, tout en restant inférieur à celui des États-Unis dans leur ensemble : la population urbaine était de 3,6 % en 1850 et de 17,1 % en 1900. Entre 1880 et 1910, le nombre de villes de plus de 4 000 habitants passa de 7 à 49. Les villes portuaires et desservies par le train furent les principales bénéficiaires de ce dynamisme. Les centres urbains se dotèrent des équipements de base (éclairage, route, égouts, etc.), d'institutions publiques (écoles, bibliothèque, musée, tribunal, police) et de structures économiques (banques, commerces, presse). Dans la première moitié du XXe siècle, les villes texanes furent affectées par les problèmes liés à la ségrégation raciale : émeutes à Houston en 1917 (19 morts), lynchage de Jesse Washington à Waco en 1916.
La croissance urbaine s'accéléra au XXe siècle avec la découverte du pétrole et le développement des industries militaires, chimiques, de pointe et des services : en 1950 le taux d'urbanisation du Texas était de 59,8 % et de 81,6 % en 1990. Il dépasse celui des États-Unis (autour de 78 %). L'aire urbaine de Houston dépassa le million d'habitants en 1954. L'implantation d'universités dans les années 1950-60, puis des technopôles à partir des années 1970, diversifia l'économie des villes et renforça la métropolisation du Texas. À partir des années 1950, les banlieues continuent à s'étendre grâce au réseau autoroutier : les Anglo-Saxons désignent ce phénomène par l'expression urban sprawl (« étalement urbain »). Alors que l'image des villes-centres se détériore auprès des classes moyennes américaines. Les quartiers centraux concentrent les populations pauvres et récemment immigrées.

### XXIesiècle
En 2025, une municipalité est créée au Texas, sous le nom de « Starbase » (« base dans les étoiles ») nom proposé par l'homme le plus riche du monde. Le site se trouve dans une zone humide côtière au bord du fleuve Rio Grande. Le maire serait un cadre supérieur d’une grande entreprise spatiale.
Cette décision est prise après le vote de 283 personnes liées au au site de Boca Chica Bay notamment des salariés.
Le site est concerné par des questions environnementales passées ou anticipées de type décharges illégales, activité sismique, déversements illégaux dans des cours d’eau du Texas, nids d’oiseaux sauvages endommagés.

## Description du réseau urbain
- Le triangle urbain (urban triangle)
- Les villes-jumelles (twin cities) de la frontière américano-mexicaine : l'entrée en vigueur de l'ALENA a provoqué le développement de la zone frontalière avec le Mexique.

## Croissance urbaine

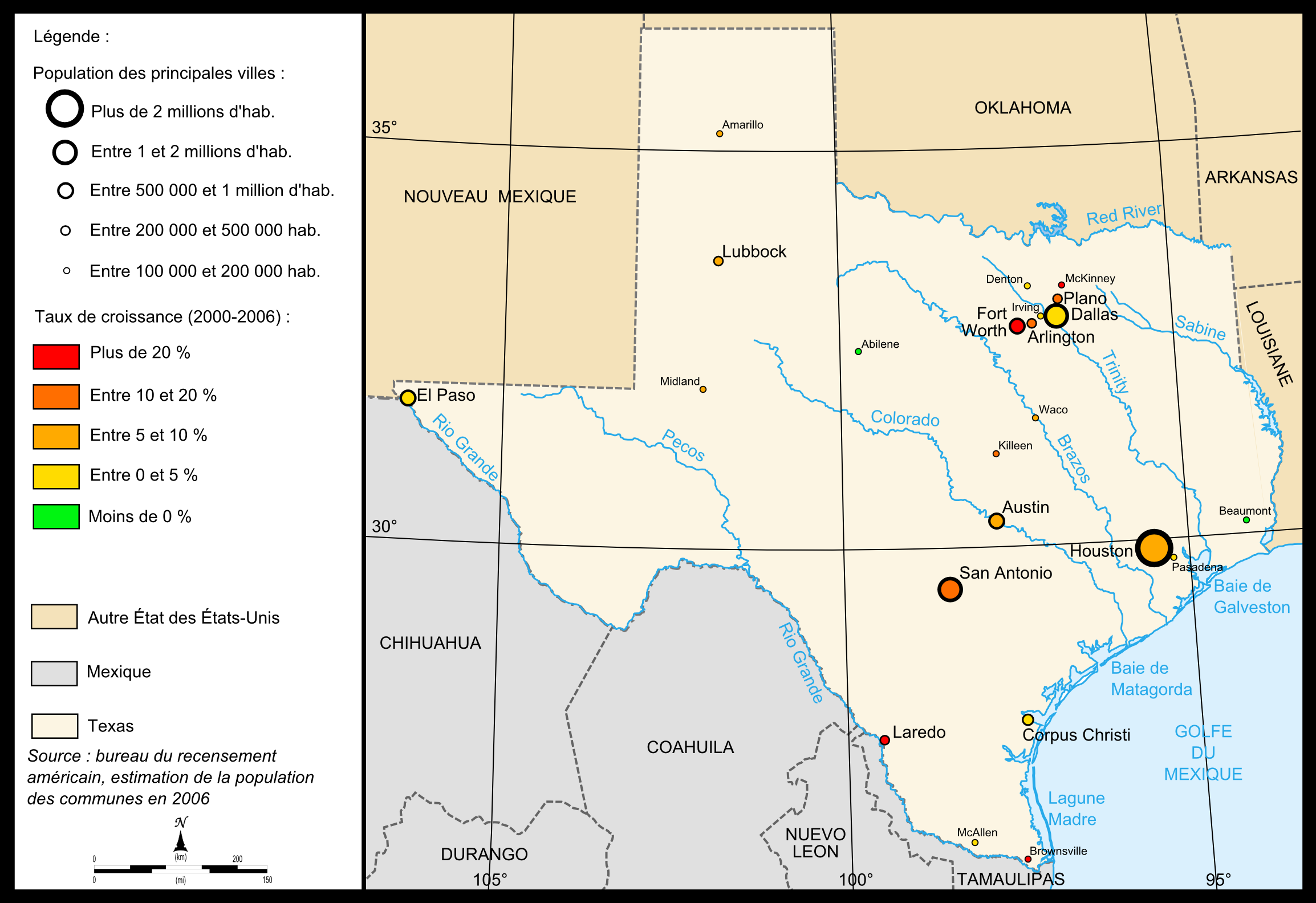
Les principales villes du Texas

Quatre aires métropolitaines texanes font partie des dix agglomérations ayant connu la plus forte croissance démographique entre juillet 2006 et juillet 2007.
Les aires métropolitaines de la Sun Belt se caractérisent en effet par une forte augmentation de leur population : entre juillet 2006 et juillet 2007, la population de Dallas-Fort Worth a augmenté de 162 000 habitants, ce qui représente le record du pays. Elle est suivie dans le classement d'Atlanta (151 000), Phoenix (132 000), Houston arrive à la quatrième place, Austin à la huitième place et San Antonio à la dixième.
Entre 2000 et 2006, les villes de plus de 100 000 habitants qui ont connu la plus forte croissance au Texas sont McKinney (+97,6 %), Laredo (+ 21,3 %) et Brownsville (+ 21,3 %). Durant la même période, seules trois communes importantes ont perdu des habitants (Beaumont, Abilene et Wichita Falls, voir la carte).

## Problématiques urbaines actuelles
Les villes texanes sont confrontées aux mêmes difficultés que les autres villes américaines.

### Ghettos
La constitution de quartiers afro-américains comme Fifth Ward à Houston fait partie de l'héritage des années de ségrégation raciale. Aujourd'hui, les barrios sont des quartiers hispaniques qui posent le problème de l'intégration au Texas.

### Etalement urbain et environnement
Après 1945, les banlieues résidentielles (suburbs) s'étalent dans la périphérie et accueillent les classes moyennes. Houston figure d'ailleurs parmi les villes américaines qui se sont le plus étendues entre 1970 et 1990. L'habitat des banlieues est généralement pavillonnaire et les densités plutôt faibles (exurbanisation). On y trouve également des services, des centres commerciaux, des bureaux, des industries de pointe et des parcs d'activités dans les edge city. La dissociation entre lieu de travail et lieu de résidence pousse les Texans à se déplacer en voiture, ce qui provoque des embouteillages aux heures de pointe.
L'urbanisation et la multiplication des automobiles après la Seconde Guerre mondiale provoqua d'importants problèmes de pollution. Houston est la ville la plus polluée du pays : une agence de contrôle de la pollution a été créée dès les années 1950. Le canal de Houston reste l'une des voies d'eau les plus polluées du monde, malgré l'installation d'usines de retraitement des eaux installées dans les années 1980. La faune de la baie de Galveston est menacée par les rejets industriels. Les ordures des grandes villes posent également des problèmes.

### Revitalisation et gentrification des centres
Abandonnés par les classes moyennes après la Seconde Guerre mondiale, les centres des villes texanes connaissent depuis les années 1990 un certain renouveau. La ville d'Austin a densifié son centre-ville, créé des espaces piétonniers sur le modèle de Vancouver et aménagé des pistes cyclables, notamment autour du lac Lady Bird. La création d'art districts, ces quartiers centraux revitalisés par une politique qui vise à attirer les artistes et les institutions culturelles, porte ses fruits à Houston (Houston Theater District) et à Fort Worth (autour du Bass Performance Hall). A Dallas, le Deep Ellum, un quartier qui subissait autrefois de graves problèmes sociaux et d’insécurité, est en cours de gentrification et de revitalisation

## Listes

### Principales villes du Texas

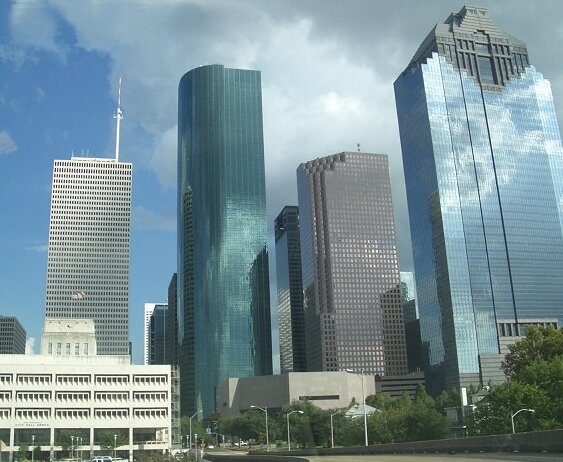
Houston

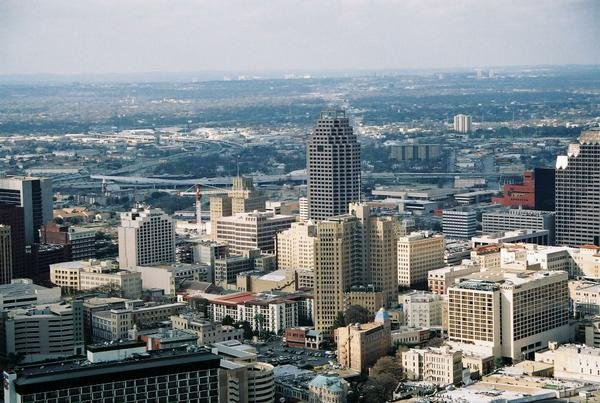
San Antonio

| Rang au Texas | Rang aux États-Unis | Ville          | Population de la commune | Superficie (km²) |
| ------------- | ------------------- | -------------- | ------------------------ | ---------------- |
| 1             | 4                   | Houston        | 2 144 491                | 1 558            |
| 2             | 7                   | San Antonio    | 1 256 509                | 1 067            |
| 3             | 9                   | Dallas         | 1 213 825                | 997              |
| 4             | 16                  | Austin         | 709 893                  | 669              |
| 5             | 19                  | Fort Worth     | 624 067                  | 774              |
| 6             | 21                  | El Paso        | 609 415                  | 649              |
| 7             | 50                  | Arlington      | 362 805                  | 257              |
| 8             | 64                  | Corpus Christi | 283 474                  | 1 192            |
| 9             | 70                  | Plano          | 250 096                  | 186              |
| 10            | 86                  | Garland        | 216 346                  | 148              |

### Communes urbaines de plus de 100 000 habitants
Liste des villes (city, town) et census-designated place texanes de plus de 100 000 habitants en 2023 :

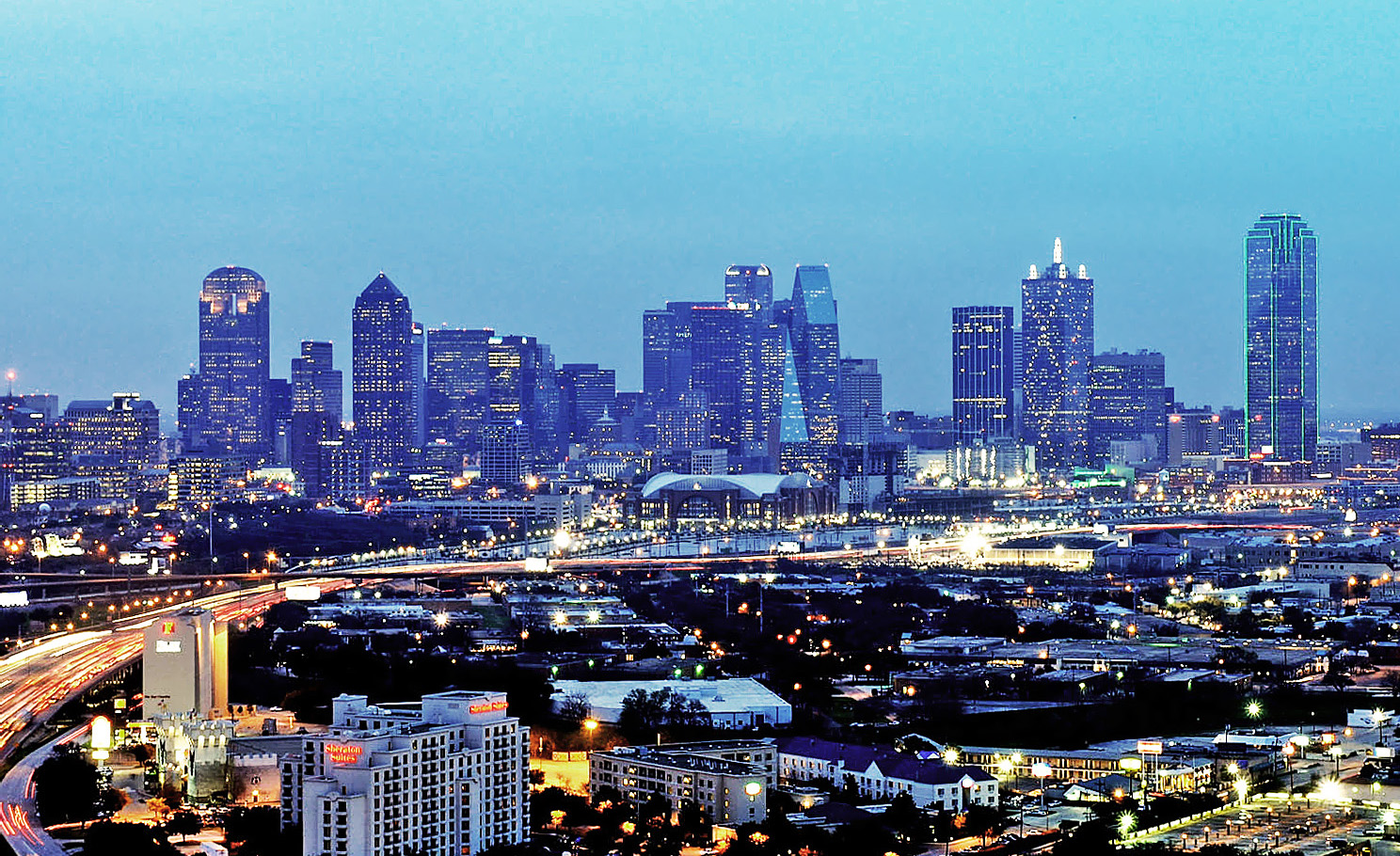
Dallas

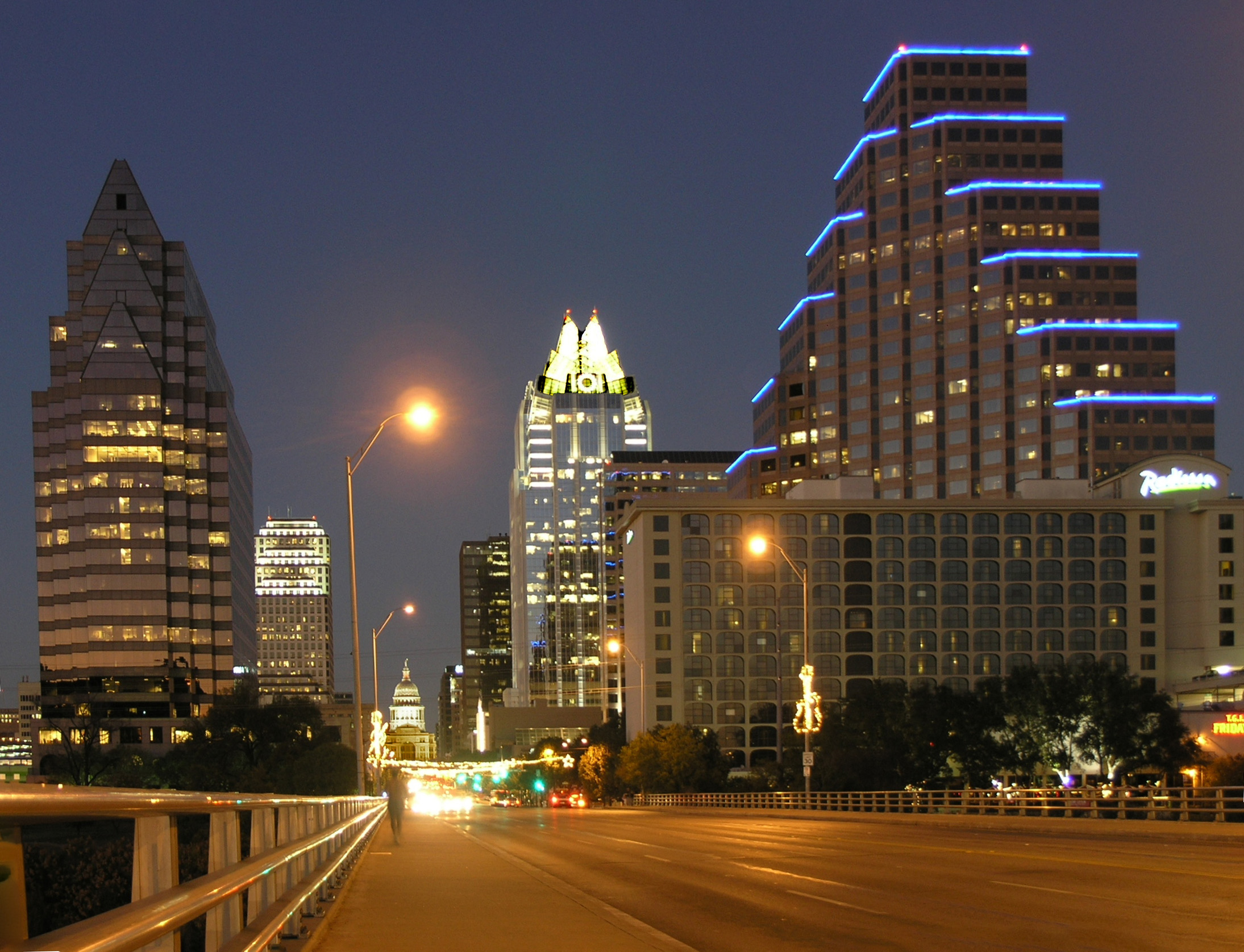
Austin

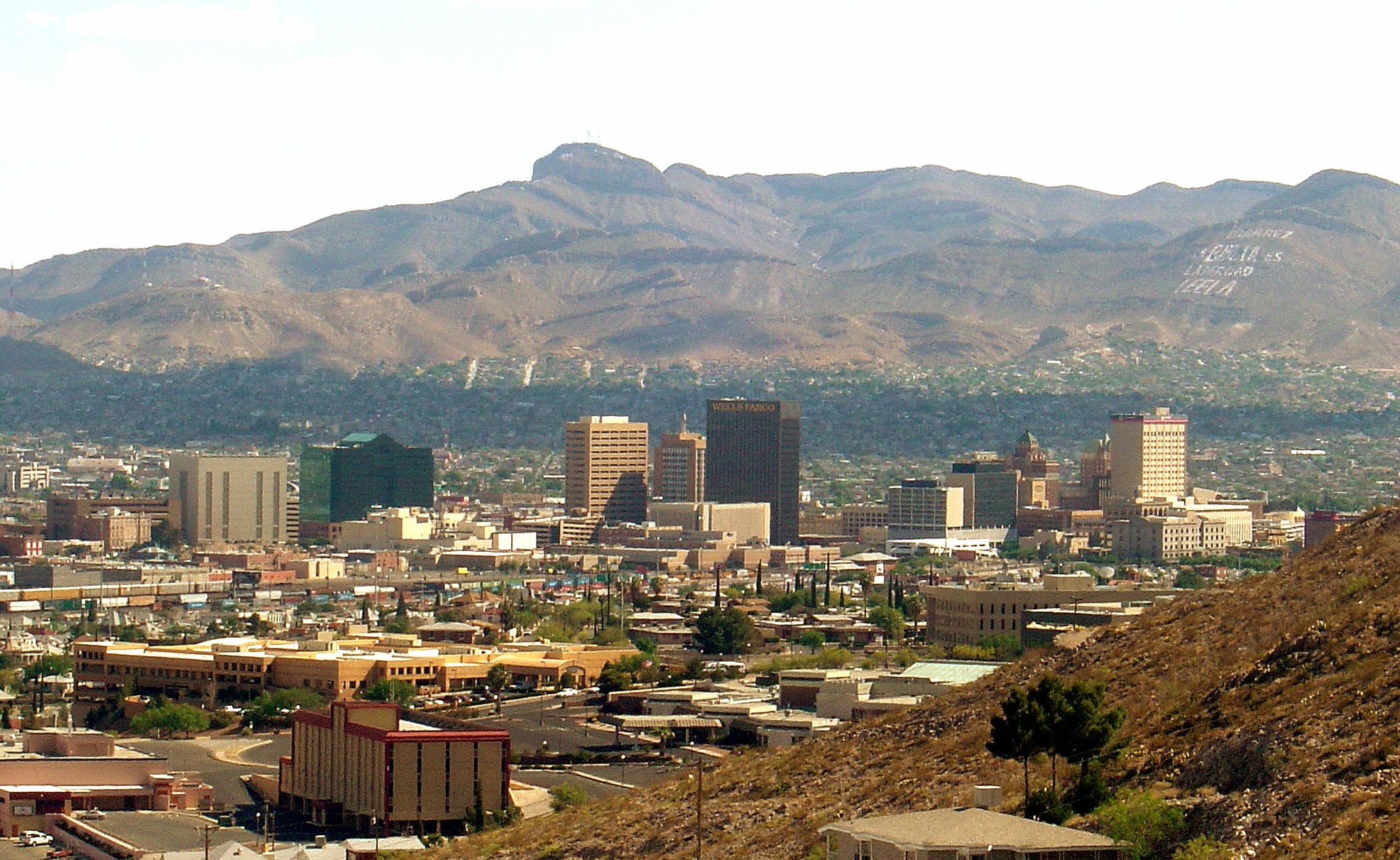
El Paso

| Rang | Population (2023) | Population (2013) | Nom             |
| ---- | ----------------- | ----------------- | --------------- |
| 1    | 2 314 157         | 2 195 914         | Houston         |
| 2    | 1 495 295         | 1 409 019         | San Antonio     |
| 3    | 1 302 868         | 1 257 676         | Dallas          |
| 4    | 979 882           | 885 400           | Austin          |
| 5    | 978 468           | 792 727           | Fort Worth      |
| 6    | 678 958           | 674 433           | El Paso         |
| 7    | 398 431           | 379 577           | Arlington       |
| 8    | 316 595           | 316 381           | Corpus Christi  |
| 9    | 290 190           | 274 409           | Plano           |
| 10   | 257 602           | 248 142           | Laredo          |
| 11   | 266 878           | 239 538           | Lubbock         |
| 12   | 254 373           | 228 653           | Irving          |
| 13   | 243 470           | 234 566           | Garland         |
| 14   | 225 007           | 136 791           | Frisco          |
| 15   | 213 509           | 149 207           | McKinney        |
| 16   | 202 408           | 196 429           | Amarillo        |
| 17   | 202 134           | 183 372           | Grand Prairie   |
| 18   | 190 158           | 181 860           | Brownsville     |
| 19   | 159 643           | 137 147           | Killeen         |
| 20   | 158 349           | 123 099           | Denton          |
| 21   | 147 317           | 143 484           | Mesquite        |
| 22   | 146 716           | 152 735           | Pasadena        |
| 23   | 146 593           | 140 717           | McAllen         |
| 24   | 144 816           | 129 030           | Waco            |
| 25   | 138 397           | 123 933           | Midland         |
| 26   | 133 553           | 101 074           | Lewisville      |
| 27   | 132 918           | 126 700           | Carrollton      |
| 28   | 130 406           | 109 821           | Round Rock      |
| 29   | 129 043           | 120 099           | Abilene         |
| 30   | 127 736           | 100 065           | Pearland        |
| 31   | 125 192           | 100 050           | College Station |
| 32   | 117 435           | 104 475           | Richardson      |
| 33   | 116 320           | 90 790            | League City     |
| 34   | 115 743           | 110 720           | Odessa          |
| 35   | 114 436           | 107 369           | The Woodlands   |
| 36   | 112 193           | 117 796           | Beaumont        |
| 37   | 111 620           | 92 173            | Allen           |
| 38   | 110 958           | 63 025            | New Braunfels   |
| 39   | 110 327           | 100 223           | Tyler           |
| 40   | 108 515           | 113 490           | Sugar Land      |
| 41   | 108 248           | 70 676            | Conroe          |
| 42   | 105 799           | 88 355            | Edinburg        |
| 43   | 102 691           | 104 898           | Wichita Falls   |